# Río Negro (Chili)
Pour les articles homonymes, voir Río Negro.
Rio Negro est une ville et une commune du Chili située dans la province d'Osorno elle-même rattachée à la région des Lacs. Elle se trouve à 38 kilomètres au sud d'Osorno et à 7 kilomètres de la Route 5. Elle possède une superficie de 1 266 km2 et une population de 14 732 habitants (7 204 femmes et 7 528 hommes selon un recensement datant de 2002).

## Géographie
La commune est encadrée au nord par Osorno, San Juan de la Costa, à l'est par Puerto Octay (port d'Octay), à l'ouest par l'océan Pacifique, et au sud par Purranque.

## Histoire
Au XIXe siècle la commune était un grand territoire situé entre Chahuilco et Purranque appelé Curileufu par les amérindiens natifs. Elle a été fondée sur des terres données par Jose Miguel Alderete en 1896.

## Démographie
En 2012, la population de la commune s'élevait à 13 506 habitants. La superficie de la commune est de 1 266 km2 (densité de 12 hab./km2). En 2002, la population comptait 7 204 femmes et 7 528 hommes.

Position de Rio Negro (en rouge) au sein de la Région des Lacs.